# Sergio Rodríguez Reche
Pour les articles homonymes, voir Sergio Rodríguez et Rodríguez.
Sergio Rodríguez Reche (né le 22 février 1992 à Pampelune) est un coureur cycliste espagnol.

## Biographie
En 2014, Sergio Rodríguez rejoint le club Gipuzkoa-Oreki, après deux saisons passées chez Seguros Bilbao. Il se distingue en remportant trois courses espoirs dans le calendrier basco-navarrais. L'année suivante, il rejoint la réserve de Caja Rural-Seguros RGA. Troisième du Tour de Zamora et du Tour de León, il n'obtient cependant pas de contrat avec l'équipe professionnelle. 
Il passe finalement professionnel en 2017 dans la nouvelle équipe continentale Bolivia, dirigée par l'ancien coureur Laudelino Cubino. Cependant, il quitte cette formation en cours de saison, en proie à des difficultés financières, et retourne chez les amateurs à la Fundación Euskadi. Auteur de plusieurs places d'honneur, il se distingue surtout le 25 juin en terminant dixième du championnat d'Espagne, parmi les professionnels. Il remporte à cette occasion le titre dans la catégorie "élite" (amateur). Durant l'été, il gagne une étape du Tour de León, le Xanisteban Saria, et se classe deuxième du championnat du Pays basque. 
En 2018, il repasse professionnel en signant un contrat chez Euskadi Basque Country-Murias, qui devient une équipe continentale professionnelle . En 2021, il rejoint l'équipe américaine Illuminate.

## Palmarès et résultats

### Palmarès par année
- 2008
  -  Champion d'Espagne de scratch cadets
- 2010
  - 3e du championnat d'Espagne de scratch juniors
- 2013
  - 3e du Circuito Aiala
- 2014
  - Torneo Itaroa
  - Premio Ayuntamiento de Sopelana
  - Mémorial Etxaniz
  - San Bartolomé Sari Nagusia
  - 2e du Xanisteban Saria
- 2015
  - 2e du Gran Premio San Antonio
  - 3e du Tour de Zamora
  - 3e du Tour de León
- 2016
  - Champion du Pays basque sur route
  - 2e étape du Tour de Zamora (contre-la-montre par équipes)
  - 2e de la Prueba Alsasua
  - 3e du Tour de Zamora
- 2017
  -  Champion d'Espagne sur route amateurs
  - 4e étape du Tour de León
  - Xanisteban Saria
  - 3e du San Juan Sari Nagusia

### Classements mondiaux
| Année           | 2017   |
| --------------- | ------ |
| UCI Europe Tour | 1 832e |